# Elaphria repanda
Elaphria repanda là một loài bướm đêm trong họ Noctuidae.